# Niyodogawa
Niyodogawa (japanska: 仁淀川町?, Niyodogawa-chō) är en landskommun (köping) i Kōchi prefektur i Japan. 